# Deoptilia heptadeta
Deoptilia heptadeta är en fjärilsart som först beskrevs av Edward Meyrick 1936.  Deoptilia heptadeta ingår i släktet Deoptilia och familjen styltmalar.
Artens utbredningsområde är Taiwan. Inga underarter finns listade i Catalogue of Life.